# Leandro Lo
Leandro Lo, all'anagrafe Leandro Pereira do Nascimento Lo (San Paolo, 11 maggio 1989 – San Paolo, 7 agosto 2022), è stato un artista marziale brasiliano, specializzato nel Jiu jitsu brasiliano. È universalmente riconosciuto come uno dei più forti lottatori di Jiu Jitsu brasiliano della storia, nonché, in virtù dei numerosi premi e riconoscimenti conseguiti nella sua carriera, uno dei più affermati e decorati atleti dello sport.

## Biografia

### Carriera sportiva
Fu otto volte campione del mondo di jiu-jitsu brasiliano. Vinse anche titoli in Coppa del Mondo,  Campionato Panamericano e Campionato Nazionale Brasiliano di Jiu-Jitsu. Riportò una serie di vittorie consecutive alla Coppa del Podio 2011. Ottenne la cintura nera presso l'Accademia Cicero Costha a San Paolo, Brasile. Nel 2015 creò il team della New School Brotherhood "(NS Brotherhood)".

### Morte
Fu assassinato nelle prime ore del 7 agosto 2022, colpito alla testa da un proiettile d'arma da fuoco in un famoso locale notturno della sua città natale, dove si trovava per assistere a un concerto. A sparare sarebbe stato un poliziotto, nel corso di una lite.

## Palmarès
- Campionati panamericani

California 2012: oro nei −76 kg
California 2013: oro nei −76 kg
California 2014: oro nei −82,3 kg
California 2015: oro nei −88,3 kg; bronzo negli assoluti
California 2016: oro nei −88,3 kg
California 2017: argento nei −94,3 kg; argento negli assoluti
California 2018: oro negli assoluti; argento nei −100,5 kg
California 2019: oro nei −94,3 kg; argento negli assoluti
California 2021: bronzo nei −88,3 kg
California 2022: oro nei −88,3 kg